# Pterostichus cuneatulus
Pterostichus cuneatulus är en skalbaggsart som beskrevs av Thomas Casey. Pterostichus cuneatulus ingår i släktet Pterostichus och familjen jordlöpare. Inga underarter finns listade i Catalogue of Life.